# Musketiers (Sneek)
Musketiers Sneek is een unihockey- en floorballvereniging uit de stad Sneek.
De Musketiers is opgericht als trainingsgroep en nam in het seizoen 2004-2005 voor het eerst deel aan de GasUnie-competitie. De club speelt veelal in de Mixed Kleinveld competitie. De vereniging is lid van de NeFUB en speelt haar wedstrijden in de Sneker Sporthal.